# Pieta van Dishoeck
Pieta van Dishoeck (née le 13 mai 1972 à Hilversum) est une rameuse néerlandaise.

## Biographie

### Palmarès

#### Aviron aux Jeux olympiques
- 2000 à Sydney,  Australie
  -  Médaille d'argent en deux de couple
- 2000 à Sydney,  Australie
  -  Médaille d'argent en huit[1]